# Корнильон-Молинье, Эдуард
Эдуард Корнильон-Молинье (фр. Edouard Corniglion-Molinier: 23 января 1898, Ницца — 9 мая 1963, Париж) — французский военный, государственный и политический деятель. Один из руководителей французской авиации в годы Второй мировой войны. Сенатор, депутат и министр Франции.

## Биография
Родился в Ницце 23 января 1898 года в семье нотариуса. С отличием окончил среднюю школу.

### Первая мировая война
В 1915 году, сфальсифицировав свой возраст, записался добровольцем в Альпийские стрелки, но очень скоро перевёлся в авиацию. Пройдя лётную подготовку, 27 апреля 1916 года получил лицензию пилота-истребителя и был определён сержантом авиации в 392-ю эскадрилью базирующуюся в Италии. В ходе боёв сбил сразу два австрийских аэроплана над Адриатическим морем. В 1917 году его часть переводят в Венецию, где он участвовал в боях в небе над Истрией. Первую мировую войну он окончил в чине младшего лейтенанта. Получил семь наград, орден Почётного легиона и множество иностранных наград.

### Жизнь в межвоенный период
После демобилизации поступил иокончил юридический факультет и факультет изящной словесности Парижского университета; получил степень доктора права. Продолжал летать на самолетах в аэроклубах.
Познакомившись с Андре Мальро, отправляется с ним в экспедицию в Индокитай. После ареста Мальро путешествовал по Африке с английским пилотом Джимом Моллисоном.
Возвратившись во Францию поступил репортёром в журнал. В 1924 году женился на художнице Раймонде Эдебер.
В 1927 году купил киностудию Victorine в Ницце и стал кинопродюсером и, одновременно, журналистом Paris-soir.
В 1934 году вместе с Андре Мальро путешествовал по Йемену и Эфиопии в поисках Сабейского царства. В ноябре 1936 года он был вторым пилотом Джима Моллисона в его последней рекордной попытке беспосадочного перелета из Кройдона в Кейптаун. Попытка закончилась вынужденной посадкой примерно в 160 км от Кейптауна.
В начале гражданской войны в Испании он отправился в Испанию со своим другом Андре Мальро, чтобы помочь организовать небольшие испанские республиканские ВВС.
После возвращения из Испании, на своей киностудии он снял первую экранизацию книги Антуана де Сент-Экзюпери «Южный почтовый» и романа Андре Мальро «Надежда».

### Вторая мировая война
С началом войны вернулся на действительную военную службу в военной авиации. Проходил службу в авиационных группах III/6, III/3, а с января 1940 года в GC III/2.
Сбил 13 мая 1940 года самолёт-разведчик Henschel Hs 126, а 16 мая 1940 года — средний бомбардировщик Heinkel He 111. Так он стал одним из трёх результативных французских пилотов, одержавших победы и в Первой, и во Второй мировой войнах.
После капитуляции Франции демобилизовался (16 августа 1940 года) и вернулся в Ниццу, где попытался организовать подпольную деятельность против режима Виши. Был одним из организаторов подпольной группы «La Dernière Colonne». группа занималась организацией саботажа. В декабре 1940 года был арестован в Марселе и заключён в тюрьму в форте святого Николая, но был выпущен 7 января 1941 года, а 10 января выехал в Марокко, затем в США и, наконец, добрался до Лондона. С 1 марта 1941 года, в звании майора авиации, поступил на службу в ВВС Свободных французских сил. Участвовал в создании первых авиачастей. Был назначен начальником штаба ВВС Франции на Ближнем Востоке. В сентябре 1941 года помогал генералу Мартиалю Валену в создании авиационной бомбардировочной группы «Лотарингия» и истребительной группы «Эльзас». Он участвовал с ними в походах в Ливии и Киренаики. 23 ноября 1941 года, во время полёта к югу от Тобрука руководимая им Бомбардировочная группа № 1 атаковала колонну из 100 немецких танков и смогла уничтожить более трети колонны. В декабре 1941 года произведён в подполковники авиации. С июня 1942 года — командующий ВВС Франции на Ближнем Востоке.
С 1942 года — командующий частями ВВС Франции в Великобритании; с декабря 1942 года — полковник. Участвовал в боевых вылетах над территорией Германии.
С января 1944 года — командующий французской авиацией в СССР.
После начала операции «Нептун» в Нормандии назначен командующим ВВС Атлантического побережья и произведён в бригадные генералы авиации. Принял участие во взятии Роана и Рошфора.
После окончания войны вместе с генералом М. Валеном воссоздавал Военно-воздушные силы Франции.
1 августа 1946 года вышел в отставку в звании дивизионного генерала авиации.

### Политическая карьера
С 1 января 1948 года по 1 января 1951 года — сенатор от департамента Сена и Марна.
Член Комиссии по национальной обороне и Комиссии по делам прессы, радио и кино. В 1951 году избран председателем комиссии Сената по делам прессы, радио и кино.
С 20 марта 1949 года генеральный советник Рокебийе (Департамент Приморские Альпы).
С 17 июня 1951 года по 1 декабря 1955 года — депутат Национального собрания Франции от департамента Приморские Альпы по спискам Объединения французского народа.
С 28 июня 1953 года по 19 июня 1954 года — государственный министр Франции в первом и втором правительствах Жозефа Ланьеля.
Со 2 января 1956 года по 8 декабря 1958 года — депутат Национального собрания Франции от департамента Приморские Альпы по спискам Социальных республиканцев.
С 22 февраля 1955 года по 1 февраля 1956 года — Министр общественных работ, транспорта и туризма Франции во 2 правительстве Эдгара Фора.
С 13 июня по 6 ноября 1957 года — хранитель печати и министр юстиции Франции в правительстве Мориса Буржес-Монури.
С 14 мая по 1 июня 1958 года — государственный министр Франции по делам Сахары в правительстве Пьера Пфлимлена.
С 25 ноября 1962 года по 9 мая 1963 года — депутат Национального собрания Франции от департамента Приморские Альпы по спискам Союза за новую республику.
Умер от сердечного приступа в Париже 9 мая 1963 года и был похоронен на кладбище Шато в своей родной Ницце.

## Награды
- Большой крест ордена Почётного легиона,
- Великий офицер ордена Почётного легиона
- Командор ордена Почётного легиона
- Орден Освобождения (20 ноября 1944 года).
- Военная медаль,
- Военный крест 1914—1918,
- Военный крест 1940—1945,
- Медаль добровольной службы в Свободной Франции,
- Колониальная медаль за Ливию,
- Медаль за спасение,
- Военный крест Бельгии,
- Орден «За выдающиеся заслуги» (Великобритания).
- Великий офицер ордена «За заслуги перед Итальянской Республикой» (Италия, 2 июня 1962 года)[2]
- Командор ордена Возрождения Польши (Польша),
- Командор ордена «Легион почёта» (США)
- Кавалер югославского ордена Белого Орла с мечами,
- Крест «За боевые заслуги» (Италия)
- Медаль «За воинскую доблесть» (Италия).
- другие награды